# روبرتو روسالس
روبرتو روسالس (هلندی: Roberto Rosales؛ زادهٔ ۲۰ نوامبر ۱۹۸۸) یک بازیکن فوتبال اهل ونزوئلا است.
وی همچنین در تیم ملی فوتبال ونزوئلا بازی کرده است.